# Alhambra (jogo)

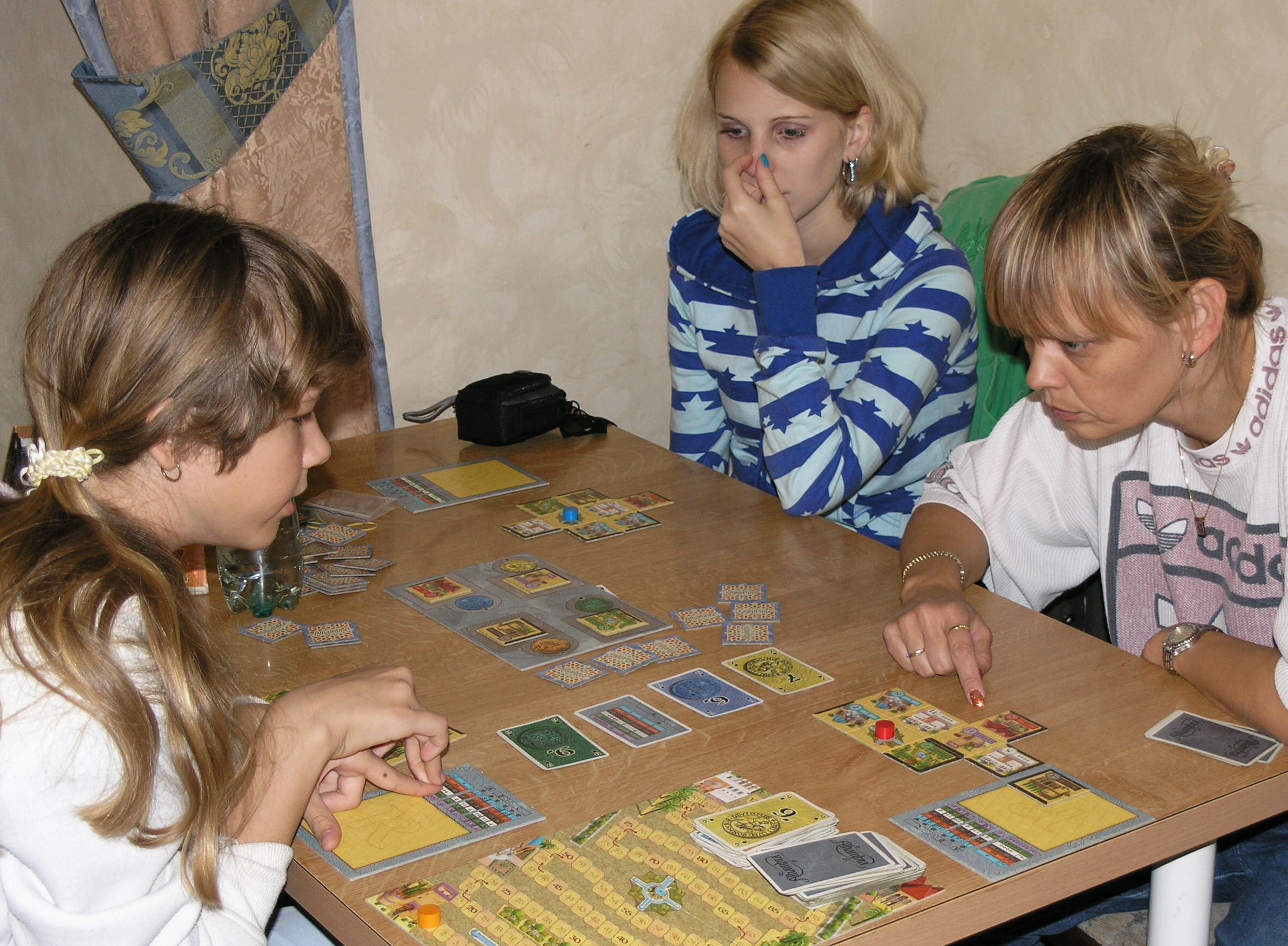
Pessoas jogando Alhambra

Alhambra (em alemão: Der Palast von Alhambra, literalmente "O palácio de Alhambra") é um jogo de tabuleiro criado em 2003 desenvolvido por Dirk Henn. Foi publicado originalmente na Alemanha pela Queen Games em versão alemão somente, uma versão em Língua inglesa foi distribuída na América do norte pela Überplay. 
Uma versão para o vídeo game Xbox 360 foi desenvolvida pela Vivendi Games que roda através do sistema Xbox Live Arcade, mas foi descontinuada.